# Alfred Małymonka
Alfred Fryderyk Małymonka lub Małymońka bądź Ferdynand Matymońka (ur. 15 stycznia lub 12 września 1894 w Stanisławowie, zm. ?) – polski działacz niepodległościowy, z zawodu maszynista.

## Życiorys
Urodził się 15 stycznia lub 12 września 1894 w Stanisławowie, w rodzinie Tychona lub Piotra. W czasie I wojny światowej służył jako szeregowiec w II plutonie 7. kompanii II baonu 2 Pułku Piechoty Legionów Polskich, a następnie w 2. oddziale karabinów maszynowych tegoż pułku. W lipcu 1917, po kryzysie przysięgowym, służył w Polskim Korpusie Posiłkowym. W lutym 1918, po bitwie pod Rarańczą, został internowany w obozie Szaldobos na Węgrzech.

## Ordery i odznaczenia
- Krzyż Niepodległości – 22 grudnia 1931 „za pracę w dziele odzyskania niepodległości”[4]
- Krzyż Walecznych „za czyny orężne w czasie bojów byłych Legionów Polskich”[2]
- Krzyż Zasługi[3]